# Sorin Biomedica
Sorin Biomedica SpA és una empresa italiana d'equips mèdics, en particular per al tractament de les malalties cardiovasculars i renals.
Cotitza a la Borsa de Milà des del 5 de gener de 2004, després de separar-se del grup químic SNIA i compte amb al voltant de 4.800 empleats, amb vendes de més de 700 milions d'euros.

## Història
L'empresa va ser fundada a Saluggia l'any 1956 com a Società Ricerche Impianti Nucleari - SORIN amb accionistes de Montecatini i Fiat per a recerca en el sector nuclear. Després de la nacionalització de l'energia elèctrica als anys seixanta, Sorin diversifica i comença la producció de vàlvules mitrals i marcapassos cardíacs, assumint el nom de Sorin Biomèdica S.p.A.
El 1985 comparteix la cotització en la Borsa de Milà; la cadena corporativa està composta pel control de Bioengineering International BV Ámsterdam, que alhora, informa a la IHF International Holding Fíat SA Lugano, controlada per Fiat Spa; a l'any següent la participació Sorin es va traslladar a SNIA BPD. L'any 2000 es va fusionar amb SNIA, i el 2003 es torna a crear Sorin S.p.A. per participar en la branca de tecnologia mèdica i s'escindeix de SNIA.

## Empresa Sorin Grup
- Bellco Srl amb seu a Mirandola
- Cobe Cardiovascular amb seu i fàbrica a Denver
- Sorin Group Deutschland GmbH seu a Múnic
- CarboMedics Inc. amb seu a Austin
- Sorin Biomedica Cardio Srl
- Ela Medical SAS am seu i fàbrica a París
- Sorin Biomedica CRM Srl
- Bellco Srl amb seu a Mirandola
- Soludia SAS amb seu i fàbrica a Toulouse